# 日本アロマ環境協会
公益社団法人日本アロマ環境協会（こうえきしゃだんほうじんにほんアロマかんきょうきょうかい、英: Aroma Environment Association of Japan、AEAJ）は、日本アロマテラピー協会を母体とするアロマテラピーの民間資格検定の運営などを行う団体である。

## 沿革
- 1996年（平成8年）- 日本アロマテラピー協会設立[1]
- 2005年（平成17年）- 社団法人 日本アロマ環境協会設立[1]
- 2012年（平成24年）- 公益社団法人 日本アロマ環境協会へ移行[1]

## 取り組み
植物に由来する精油を使った西洋の民間療法・アロマテラピーの普及と発展、個人・法人会員の活動支援サービスの拡充を目指し、アロマテラピー検定等の民間資格の認定や、認定スクール運営を主に行っている。また、イベント、セミナー、シンポジウム、アロマテラピーに関する委託研究などを実施している。

### アロマテラピーの健全な普及・啓発活動
安全なアロマテラピーを実践できる人材の育成、アロマテラピーの正しい知識の普及ならびに専門人材の育成のため、民間資格の認定を行っている。
- アロマテラピー検定1級
- アロマテラピー検定2級
- アロマテラピーアドバイザー
- アロマテラピーインストラクター
- アロマセラピスト
- アロマブレンドデザイナー
- アロマハンドセラピスト

認定スクール制度
AEAJの定める標準カリキュラムを採用し、AEAJ独自の条件をクリアした「認定スクール」で、アロマテラピーを実践的に学ぶことができる。
認定スクール数：認定教室680教室、認定校176校、アロマテラピーアドバイザー認定校176校、アロマテラピーインストラクター校175校、アロマセラピスト認定校143校（2016年3月末現在）
アロマテラピーのさらなる発展のため、アロマサイエンス研究所を立ち上げ、学術調査研究を推進している。
- 『アロマテラピー学雑誌』発行
- 研究費助成制度・研究調査サポート制度
- 施術報告サポート制度

AEAJ表示基準適合精油認定制度
安全なアロマテラピーの発展と消費者保護の観点から、精油ブランドを対象とした認定制度を設けている。
※表示基準の認定であり、精油の品質認定ではない。
認定精油ブランド数：70（54社）（2016年3月末）
アロマテラピーボランティア
アロマテラピーを通したボランティア活動の普及に取り組んでいる。
- ボランティア勉強会の実施・活動支援
- 復興支援プロジェクト

### 「アロマ環境」の保全・創出に向けた活動
環境カオリスタ検定
植物やその香りの恩恵、地球が現在抱えている諸問題、身近なエコアクションなどについて学び、実践する「環境カオリスタ」の普及を行っている。
香育
次世代を担う小・中・高校生に自然の香りの大切さを伝えるため、香りの教育＝「香育」を展開している。
普及啓発イベント
アロマ環境の保全・創造・活用を目的としたイベントを開催している。
- 「AEAJイメージフレグランスコンテスト」の開催
- 環境省主催「みどり香るまちづくり」企画コンテストの共催

### AEAJ会員の活動支援・サービス提供
- アロマテラピー保険制度
- AEAJ学校香育サポート制度
- AEAJボランティア活動支援制度
- 各種パンフレットの発行・無償提供
- 求人情報の掲載・メール配信の実施（一般・会員ともに登録可）
- アロマ関連情報の提供
- 機関誌『AEAJ』の無償配布
- AEAJ発行書籍・DVDの会員割引販売
- AEAJ主催イベントへの参加優遇・会員限定イベント
- 法人正会員のショップ・サロン・スクールなどでの会員優待サービス

### 資格取得者数(累計)　(2020年3月31日現在)
- アロマテラピー検定試験合格者数　 422,342名
- アロマテラピーアドバイザー認定者数 124,313名
- アロマテラピーインストラクター認定者数   31,989名
- アロマセラピスト認定者数  12,084名
- アロマブレンドデザイナー認定者数  3,178名
- アロマハンドセラピスト認定者数  9,026名
- ナチュラルビューティスタイリスト検定合格者数  3,853名
- 環境カオリスタ検定合格者数  31,488名

### 認定スクール数　(2020年3月31日現在)
認定教室　
- アロマテラピーアドバイザー資格認定教室　592教室
- アロマハンドセラピスト資格認定教室　275教室

認定校
- アロマテラピーアドバイザー資格認定校　157校
- アロマテラピーインストラクター資格認定校　149校
- アロマセラピスト資格認定校　129校
- アロマブレンドデザイナー資格認定校　119校
- アロマハンドセラピスト資格認定校　126校

### 表示基準適合精油認定制度
法人正会員を対象に、次の3項目の遵守を条件に精油ブランドに所定の「認定証」を発行している。あくまで「表示」基準の認定であり、成分分析表の提出などは行われない。表示と商品の中身が一致しているか、100％天然であるかなど中身は審査されず、精油の品質を保証するものではない。
1. 精油商品に、定められた「精油製品情報」が整っていること
2. 精油商品に、定められた「使用上の注意事項」が明記されていること
3. 協会が求める「企業モラル」を遵守する旨の「確認書」を提出すること